# Yufka
El yufka es masa filo en turco que se utiliza tanto en la elaboración de dulces turcos como baklava como también al cocinar varios tipos de börek. Si la masa se cocina levemente sobre una plancha (en turco sac), recibe el nombre de sac ekmeği (pan de plancha) o yufka ekmeği (pan de yufka) que es un pan plano de común uso en la cocina turca. Generalmente es elaborado de forma especial con harina de trigo, agua y sal común de unidades redondas y planas de 40-50 cm de diámetro. Estas piezas de pan suelen pesar aproximadamente 150-200 g. Este tipo de pan se emplea frecuentemente en la elaboración de los dürüm aunque este producto casero tradicional cada vez pierde terreno contra el lavash, otro pan plano común en Turquía y en la región que forma el vecindario de este país.
Yufka ha pasado a los idiomas occidentales como filo («hoja» en griego) durante la época otomana.
El 30 de noviembre de 2016, la propuesta conjunta de Azerbaiyán, Irán, Kazajistán, Kirguistán y Turquía inscribió en la lista representativa de Patrimonio Cultural Inmaterial de la Humanidad de la Unesco la elaboración de este pan conocido como lavash, katyrma, jupka o yufka según el país, como patrimonio inmaterial.